# Boisseuilh
Boisseuilh település Franciaországban, Dordogne megyében. Lakosainak száma 110 fő (2022. január 1.). Boisseuilh Génis, Badefols-d’Ans, Cherveix-Cubas, Hautefort, Sainte-Trie és Teillots községekkel határos.

## Népesség
A település népességének változása:
| Lakosok száma | 184  | 169  | 114  | 127  | 118  | 118  | 120  | 120  | 117  | 110  |
|               | 1968 | 1982 | 1999 | 2006 | 2011 | 2015 | 2017 | 2018 | 2020 | 2022 |